# Stephanie Zacharek
Stephanie Zacharek es una crítico de cine nacida alrededor de 1963.

## Carrera profesional
Empezó su carrera como senior editor en el grupo Crosby Vandenburgh (1986-1988). En los noventa, trabajó para la revista Boston Phoenix and Inc. Entre 1999 y 2010 trabajó como crítico de  cine y escritora en la página web Salon.com. Ella se cambió de trabajo en 2010 a jefa de críticos de cine para Movieline en 2010. De todas formas en 2012 fue despedida de su puesto al tiempo que se eliminaba el puesto de trabajo.
En abril de 2013, el Voice Media Group la contrató como la directora de críticos de The Village Voice. Al mismo tiempo que trabajando en otros trabajos a tiempo completo Zacharek también ha sido una periodista freelance desde 1988, escribiendo para medios como la CNN, Los Ángeles Times, Entertainment Weekly, Rolling Stone y la NPR.
Zacharek es miembro de la National Society of Film Critics. Vive en Nueva York y está casada con Charles Taylor, otro crítico de cine.

## Opinión sobre la crítica de cine
En el Berlinale Talent Campus de 2010, Zacharek participó en un panel de expertos llamado "Fear Eats the Soul: The State of Film Criticism". Durante la discusión, Zcharek afirmó que estaba "preocupada por la crítica de cine", enfatizando la neceisdad de manener la honestidad, integridad y disciplina. Al mismo tiempo criticó a otros compañeros de profesión por no pensar demasiado en las críticas cuando estas eran negativas.
En otra ocasión ese mismo año, Zacharek aseguró que era "parte de una especie en peligro de extinción: el crítico de cine trabajador. La crítica de cine está en su apogeo y muriendo al mismo tiempo". Zacharek también ha asegurado que Internet ha cambiado la forma en la que las publicaciones escritas miran a sus escritores y a su contenido, añadiendo que escribir críticas era un trabajo de escritura, y escribir lleva tiempo.